# Preguinho
Preguinho, właśc. João Coelho Netto (ur. 8 lutego 1905 w Rio de Janeiro, zm. 1 września 1979 tamże) – brazylijski piłkarz grający na pozycji napastnika.
Całą piłkarską karierę (1925–1938) spędził we Fluminense FC. W tym okresie czterokrotnie zdobył z Fluminense mistrzostwo ligi stanu Rio de Janeiro – Campeonato Carioca w: 1924, 1936, 1937, 1938. Na niwie indywidualnej największymi osiągnięciami było zdobycie dwukrotnie tytułu króla strzelców ligi stanowej w 1930 i 1932.
Przez 13 lat gry we Fluminense Preguinho strzelił 184 bramki.
Preguinho występował w reprezentacji Brazylii, z którą wystąpił w mistrzostwach świata w 1930 w Urugwaju, w których pełnił funkcję kapitana. Był najlepszym piłkarzem w ekipie brazylijskiej, czego dowodem są 3 bramki w 2 meczach podczas turnieju (bramka w przegranym meczu z Jugosławią była pierwszą bramką na mistrzostwach świata w historii występów reprezentacji Brazylii). Łącznie w reprezentacji Preguinho rozegrał 5 spotkań, w których strzelił 9 bramek.
Preguinho był nie tylko piłkarzem, ale również uprawiał z powodzeniem siatkówkę, koszykówkę, pływanie, piłkę wodną, hokej na trawie, lekkoatletykę (zarówno biegi, jak i skoki).